# Záhoří (Bošice)
Záhoří je malá vesnice, část obce Bošice v okrese Prachatice v Jihočeském kraji. Nachází se asi jeden kilometr západně od Bošic. Je zde evidováno 22 adres. V roce 2011 zde trvale žilo 26 obyvatel.
Záhoří leží v katastrálním území Bošice o výměře 3,3 km².

## Historie
První písemná zmínka o vesnici pochází z roku 1315.

## Obyvatelstvo
| Rok            | 1869 | 1880 | 1890 | 1900 | 1910 | 1921 | 1930 | 1950 | 1961 | 1970 | 1980 | 1991 | 2001 | 2011 | 2021 |
| -------------- | ---- | ---- | ---- | ---- | ---- | ---- | ---- | ---- | ---- | ---- | ---- | ---- | ---- | ---- | ---- |
| Počet obyvatel | 90   | 95   | 77   | 93   | 74   | 86   | 86   | 40   | 57   | 51   | 47   | 26   | 36   | 26   | 36   |
| Počet domů     | 16   | 16   | 16   | 17   | 16   | 16   | 18   | 17   | 17   | 13   | 14   | 15   | 17   | 19   | 18   |

## Pamětihodnosti
- Lípa Na Lazích, památná lípa velkolistá několik set metrů jihovýchodně od vesnice, na rozcestí mezi Záhořím a Štítkovem (49°4′41,9″ s. š., 13°50′2,5″ v. d.)
- Přírodní památka Mařský vrch, mrazovým zvětráváním vzniklé kamenné moře pod vrcholem stejnojmenného kopce asi 1½ km jv. od Záhoří

## Fotogalerie

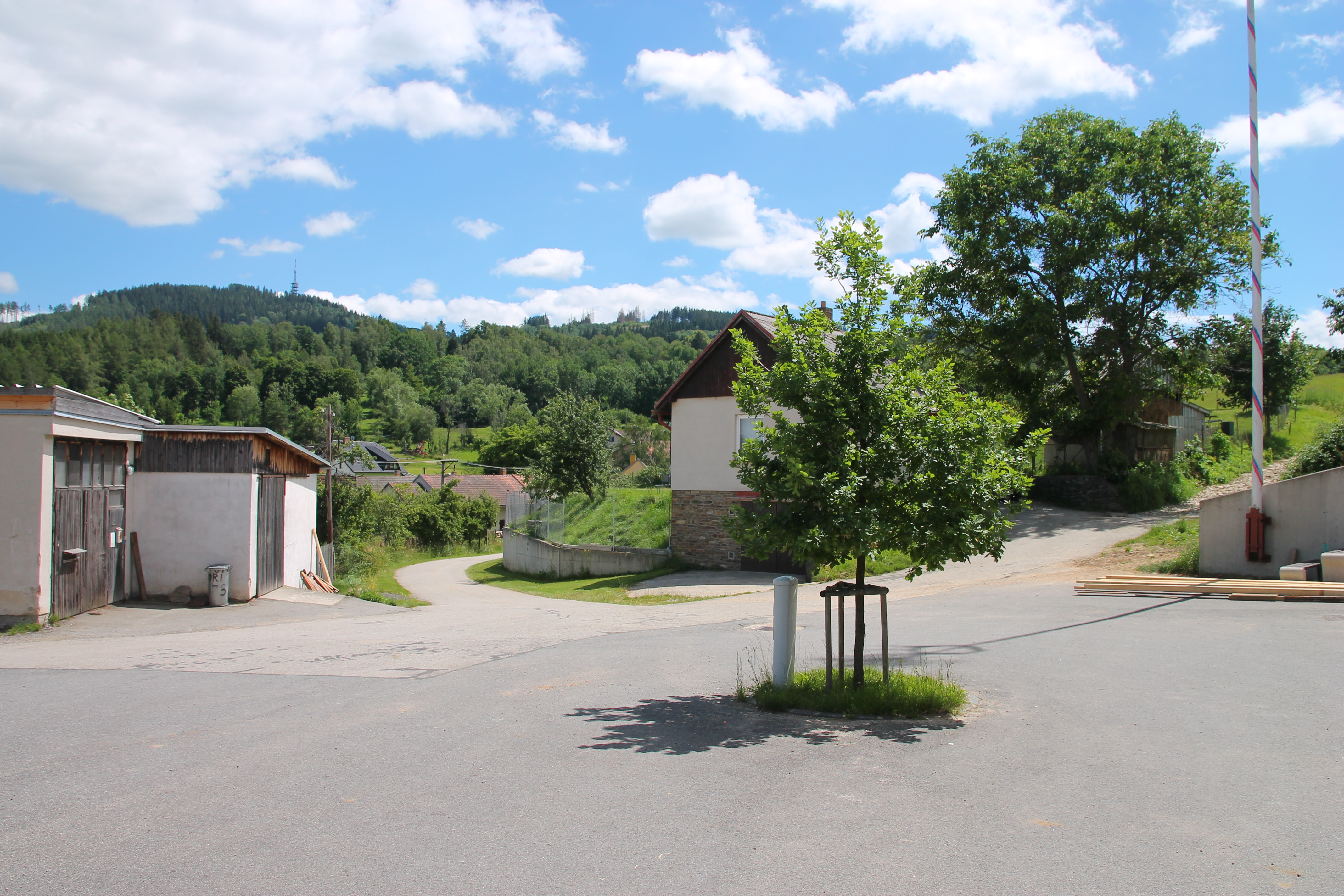
Prostranství v otáčce silnice
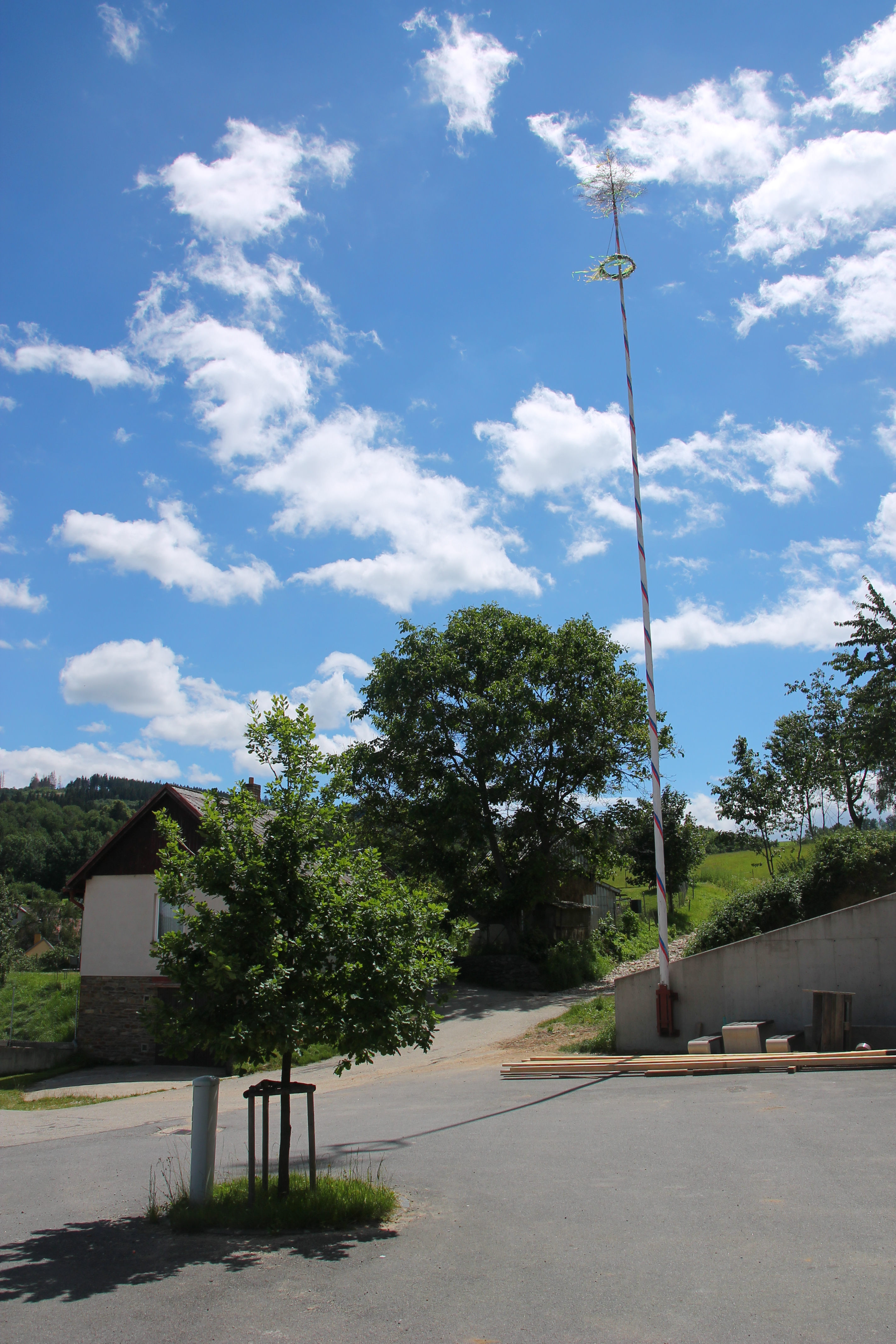
Prostranství s májkou
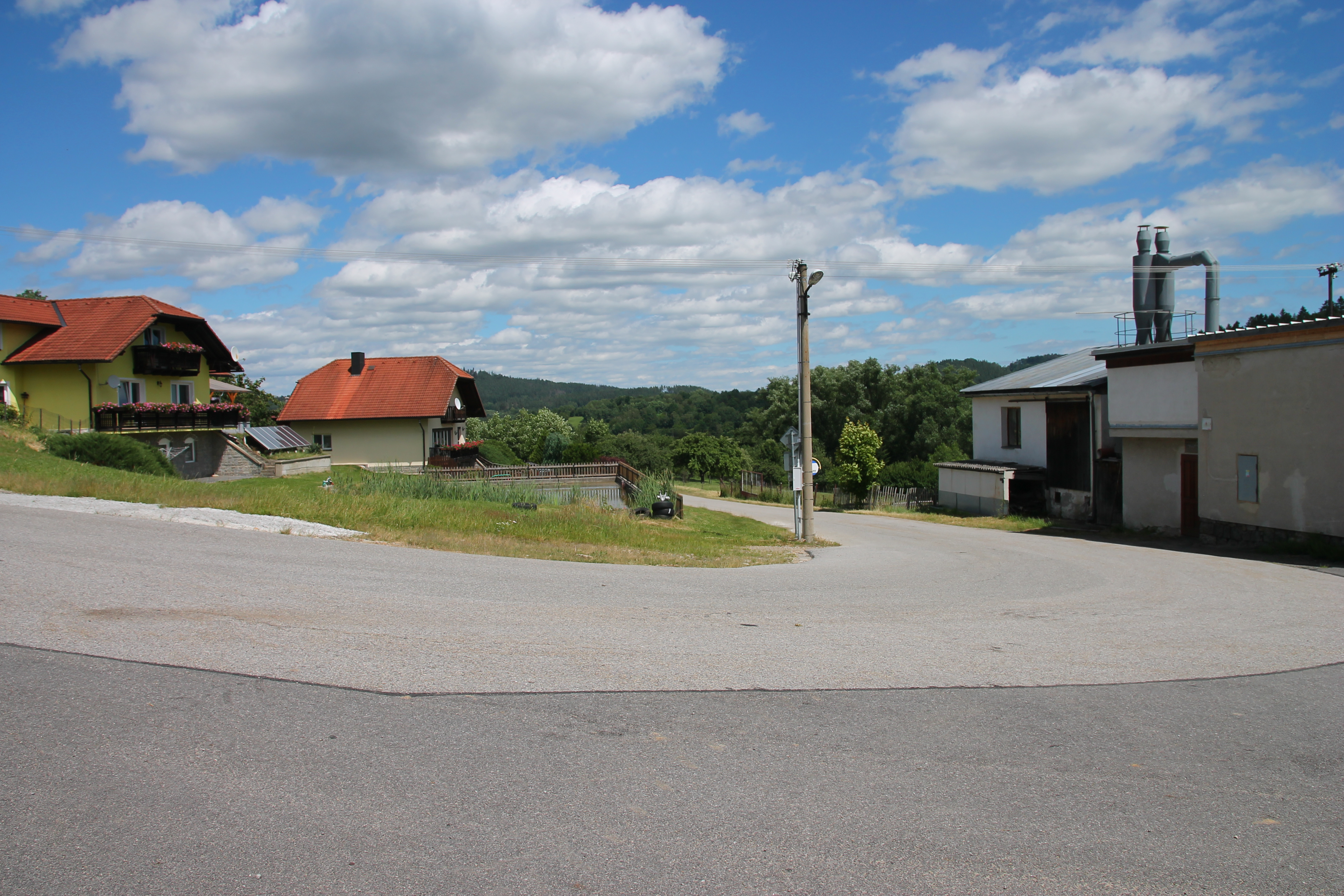
Silnice ze Smrčné do Bošic
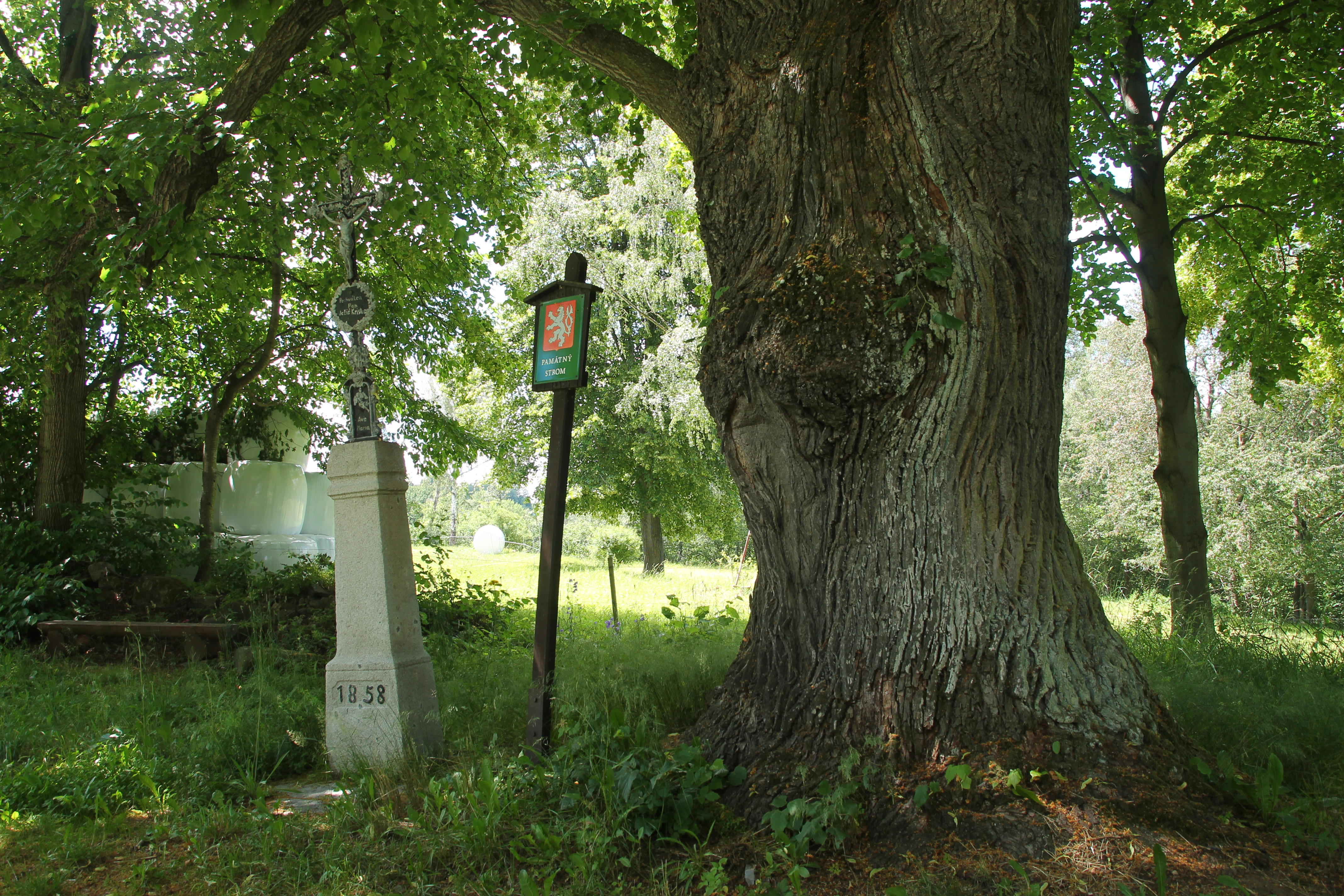
Lípa Na Lazích